# Тёрнер, Уильям (ботаник)
Уильям Тёрнер (William Turner) — английский ботаник и орнитолог.

## Биография
После получения образования путешествовал и проповедовал, за что был арестован. Потом жил долгое время, спасаясь от преследования королевой Марией, в Кёльне, Страсбурге, изучал в Падуе медицину и умер врачом на родине в 1568 году. Написал «Новый гербарий» («A new Herball», т. I, Л., 1551, т. II, Кёльн, 1562), словарь названий растений на греческом, латинском, английском, немецком и французском языках.
Произведение «Avium praecipuarum, quarum apud Plinium et Aristotelem mentio est, brevis et succincta historia» (Кёльн, 1544) — это первая печатная книга, посвящённая исключительно птицам. Он описывает в ней не только виды, которые уже упоминались Аристотелем и Плинием, но и другие виды, которых он лично наблюдал.
В 1903 году издательство Кембриджского университета, признавая заслуги Тёрнера, опубликовало его работы под заголовком «Turner on Birds, a short and succinct history of the principal birds noted by Pliny and Aristotle». Книга содержит оригинальный текст и перевод на современный английский язык. Копию и оригинал книги можно найти в собрании Корнеллского университета.

## Эпонимы
Шарль Плюмье назвал в честь Тёрнера род Turnera семейства Тёрнеровые (Turneraceae). Карл Линней позже заимствовал это название.